# 王婉辰
王婉辰（2000年7月17日—），中国大陆女歌手，筷子兄弟成员王太利的女儿。2020年1月，参加爱奇艺偶像女团竞演养成类真人秀节目《青春有你》第二季。